# Elke Weber (Badminton)
Elke Weber (* 9. Juni 1956) ist eine deutsche Badmintonspielerin.

## Karriere
Elke Weber gewann ihre erste Medaille bei den deutschen Einzelmeisterschaften 1978 im Damendoppel mit Jutta Vogel. Zwei Jahre zuvor hatten beide bereits gemeinsam die Austrian International für sich entscheiden können. 1980 und 1981 wurde Weber deutsche Meisterin im Damendoppel mit Brigitte Steden.

## Sportliche Erfolge
| Saison    | Veranstaltung                        | Disziplin   | Platz | Name                                                               |
| --------- | ------------------------------------ | ----------- | ----- | ------------------------------------------------------------------ |
| 1974/1975 | Niedersächsische Einzelmeisterschaft | Dameneinzel | 1     | Elke Weber (SF Salzgitter)                                         |
| 1974/1975 | Niedersächsische Einzelmeisterschaft | Damendoppel | 1     | Elke Weber / Inge Galetzka (SF Salzgitter)                         |
| 1975/1976 | Niedersächsische Einzelmeisterschaft | Damendoppel | 1     | Elke Weber / Rosemarie Wochele (VfL Wolfsburg)                     |
| 1975/1976 | Deutsche Einzelmeisterschaft U22     | Dameneinzel | 1     | Elke Weber (VfL Wolfsburg)                                         |
| 1976      | Austrian International               | Damendoppel | 1     | Jutta Vogel / Elke Weber                                           |
| 1976/1977 | Deutsche Einzelmeisterschaft U22     | Dameneinzel | 2     | Elke Weber (VfL Wolfsburg)                                         |
| 1976/1977 | Deutsche Einzelmeisterschaft U22     | Damendoppel | 1     | Elke Weber / Jutta Vogel (VfL Wolfsburg / PSV Grün Weiß Wiesbaden) |
| 1977/1978 | Deutsche Einzelmeisterschaft U22     | Dameneinzel | 1     | Elke Weber (VfL Wolfsburg)                                         |
| 1977/1978 | Deutsche Einzelmeisterschaft         | Damendoppel | 2     | Jutta Vogel (Grün-Weiß Wiesbaden) / Elke Weber (VfL Wolfsburg)     |
| 1977/1978 | Deutsche Einzelmeisterschaft U22     | Damendoppel | 1     | Elke Weber / Jutta Vogel (VfL Wolfsburg / TV Mainz-Zahlbach)       |
| 1977/1978 | Niedersächsische Einzelmeisterschaft | Damendoppel | 1     | Elke Weber / Ingrid Morsch (VfL Wolfsburg)                         |
| 1977/1978 | Niedersächsische Einzelmeisterschaft | Dameneinzel | 1     | Elke Weber (VfL Wolfsburg)                                         |
| 1977/1978 | Niedersächsische Einzelmeisterschaft | Mixed       | 1     | Rolf Würfel / Elke Weber (VfL Wolfsburg)                           |
| 1979/1980 | Deutsche Einzelmeisterschaft         | Damendoppel | 1     | Brigitte Steden / Elke Weber (TSV Glinde / VfL Wolfsburg)          |
| 1980/1981 | Deutsche Einzelmeisterschaft         | Damendoppel | 1     | Brigitte Steden / Elke Weber (TSV Glinde / VfL Wolfsburg)          |
| 1980/1981 | Deutsche Einzelmeisterschaft         | Dameneinzel | 3     | Elke Weber (VfL Wolfsburg)                                         |
| 1981/1982 | Deutsche Einzelmeisterschaft         | Damendoppel | 3     | Gabriele Splett / Elke Weber (1. DBC Bonn / VfL Wolfsburg)         |
| 1981/1982 | Niedersächsische Einzelmeisterschaft | Dameneinzel | 1     | Elke Weber (VfL Wolfsburg)                                         |
| 1981/1982 | Niedersächsische Einzelmeisterschaft | Mixed       | 1     | Rolf Würfel / Elke Weber (VfL Wolfsburg)                           |
| 1982/1983 | Niedersächsische Einzelmeisterschaft | Damendoppel | 1     | Elke Weber / Inge Galetzka (VfL Wolfsburg / SF Salzgitter)         |
| 1983/1984 | Niedersächsische Einzelmeisterschaft | Mixed       | 1     | Thomas König / Elke Weber (VfL Wolfsburg)                          |
| 1984/1985 | Niedersächsische Einzelmeisterschaft | Damendoppel | 1     | Elke Weber / Rosemarie Wochele (VfL Wolfsburg)                     |
| 1984/1985 | Niedersächsische Einzelmeisterschaft | Dameneinzel | 1     | Elke Weber (VfL Wolfsburg)                                         |